# Luperosaurus angliit
Espèce
Luperosaurus angliit est une espèce de geckos de la famille des Gekkonidae.

## Répartition
Cette espèce est endémique de Luçon aux Philippines.

## Publication originale
- Brown, Diesmos & Oliveros, 2011 : New Flap-Legged Forest Gecko (Genus Luperosaurus) from the Northern Philippines. Journal of Herpetology, vol. 45, n. 2, p. 202-210.